# AO3作品库
AO3作品库是一个存放原創及二創作品的非营利性开源储存网站。该网站于2008年由再创作组织建立，并于2009年开始公测。截至2021年，AO3作品库为超过46,000个同人圈保存了逾860万件作品，拥有超过400万注册用户。该网站的策划、组织与设计方面得到了诸多好评，而这大多由同人小说的作者和读者们所完成。
AO3作品库在2019年获得雨果奖最佳相关作品。

## 歷史沿革
2007年5月底，聚集大量同人作者的英文部落格兼社群網站LiveJournal，因保守團體施壓，無預警關閉數百名張貼同人創作用戶的帳號（刪除線事件），一個名為的網站趁此時建立招攬同人作者，但該網站之營利取向及對利用該網站之小說版權歸屬引發不少質疑。同人作者們為求以創作為本的發表管道，經討論後最终自行成立非营利机构再创作组织；该组织以记录、保存同人文化與作品為目標。再创作组织在2008年10月创立了AO3作品库并于2009年11月14日开始公测。AO3作品库的名称源自作家娜奥米·诺维克的博客文章，她在其中回应了网站运营方对建立同人社区兴致缺缺，并呼吁建立“一个自己的档案馆（An Archive of One's Own）”，此名称的灵感来自弗吉尼亚·吴尔夫的散文作品《自己的房间》。AO3作品库将自己主要定位于档案馆而非网络社区。
到了2013年，AO3作品库每年的开支是7万美元。同年，AO3作品库的同人作家们在Tumblr上举行了一次拍卖活动，旨在为AO3作品库募集运营资金。这次拍卖用作家们的作品募得了16,729美元。而到了2021年，AO3作品库的运营成本已经增长至约41万美元。
AO3作品库的开源代码几乎完全由志愿者在Ruby on Rails网站应用框架中编写，该站点的开发人员允许用户通过Trello板提交对站点功能的需求。
2020年2月29日，AO3作品库在中国被防火长城屏蔽。随后的3月1日，据多家媒体报道，此次屏蔽是因中国男藝人肖战粉丝指责称有同人作品侵犯藝人權益進而举报至政府所致，此事亦成为了肖战事件的导火索。

## 特征

### 标签系统
AO3作品库可以通过基于故事元素的类别和标签将其分类，这些元素包括角色、CP以及其他更具体的标签。该网站有被称为“标签管理者”的志愿者通过手动操作将意义相似或相同的标签关联起来，以增强系统的搜索功能。例如：标签管理者会将“美人鱼（Mermaids）”、“雄人鱼（Mermen）”、“人鱼族（Merfolk）”这些标签与“人鱼（Merpeople）”关联起来，以便搜索系统能够理解它们都为同一个意思。

### 内容分级
AO3作品库允许用户根据适合年龄（“大众级（General Audience）——适合所有年龄段读者”、“辅导级（Teen and Up Audiences）——不适合13岁以下读者”、“限制级（Mature）——不适合18岁以下读者”、“成人级（Explicit）——不适合18岁以下读者且含有更激烈的色情、暴力内容等”）、角色关系、情节走向及配对性向（女女（F/F，故事主角为女同性恋恋情）、男男（M/M，故事主角为男同性恋恋情）、男女（F/M，故事主角为异性恋戀情）、多元（Multi，故事有多个性向配对）、一般（Gen，愛情並非故事主線）、其他（Other，故事主角的性向不在上述的范围内））对作品进行分级，同时提供相应的内容警示（如“主要角色死亡（Major Character Death）”、“詳細暴力描寫（Graphic Depictions of Violence）”、“未成年（Underage）”、“强暴或非自愿性行為（Rape/Non-Con）”等）。
只要内容合法，AO3作品库便允许用户发表任何题材的作品。制订这项政策的初衷，被认为是AO3作品库对其他热门同人作品网站的回应。例如：LiveJournal曾经禁止刊登包含色情内容的小说；FanFiction.Net则禁止多种类型的小说，特别是严禁撰写那些明确表示反对二創的作者名下的作品。

### 读者反馈
读者可以给予AO3作品库内的小说“好评（Kudos）”，这类似其他网站上的“喜欢”或“点赞”。

### 匿名發表
AO3作品库并不需要用户提供真实姓名，同时允许用户用连接到其主账户的一个或多个代號来标示自己。

## 主要内容
2014年2月，AO3作品库的二創同人作品（包括故事、艺术作品、有声书等）达到100万份。当时网站上托管了来自14,353个同人圈的作品，其中作品最多的圈子为“漫威宇宙”、“邪恶力量”、“神探夏洛克”和“哈利·波特”。2019年6月，AO3作品库宣布拥有200万注册用户和500万份投稿作品。在2014年，AO3作品库最热门的前100組角色配对中，有71組为男男配對且大多数为白人角色。而在2016年，AO3作品库内小说14%的内容情节发生在平行世界，即那些来自正典的特定角色被移植到不同世界里。
第一篇发表在网站上的作品为一篇关于电影《死亡诗社》的大众级浏览限制（仅对登录用户可见）同人文“ All you had to do was ask”。至2021年12月，全站最长的作品为电影《终结者》系列同人文“Future Shock - Cameron AKA Nobody - TSCC Season 3”，其字数逾6,000,000字，章节超过1,500章；全站好评数最多的作品为“I Am Groot”，获得了逾100,000的好评；全站点击数最高的作品为《哈利波特》系列同人文“All the Young Dudes”，其点击已接近5百万。
AO3作品库坚持“最大包容性”和最少内容审查的原则，这导致了其托管的内容中有不少争议内容，例如一些描写强奸、乱伦及恋童的作品。根据AO3作品库条款执行和违反行为处理委员会（Policy & Abuse）主席马蒂·鲍尔斯（Matty Bowers）的说法，在提交给网站的作品中只有一部分（1,150份）被用户认为“令人反感（offensive）”。再创作组织法定权利委员会（Legal）志愿者史黛西·朗塔基（Stacey Lantagne）说：“再创作组织的使命是倡导二創作品，而不仅仅是我们喜欢的作品”。
至2021年10月，再创作组织共拥有超过1,000名志愿者。当月间，条款执行和违反行为处理委员会共收到2,300封投诉信息，支持委员会收到了1,300条反馈信息，标签管理委员会共处理了340,000个标签。

## 成就
每日点击的阿贾·罗曼诺（Aja Romano）和加维亚·巴克-怀特劳（Gavia Baker-Whitelaw）在2012年的时候就将AO3作品库描述为“同人社区的基石”，并指出被AO3作品库托管的内容会被FanFiction.Net及Wattpad视为不当内容，而且还拥有比Tumblr更便捷的导航。《时代》杂志将AO3作品库列为“2013年度全球最佳的50个网站”，称赞其为“精心挑选、理智合理且易于浏览和搜索的在线非营利性同人小说集”。根据凯西·菲斯勒（Casey Fiesler）、香农·莫里森（Shannon Morrison）和艾米·苏珊·布鲁克曼的说法，AO3作品库是由目标受众（即同人小说作者和读者）共同开发和编写的罕见价值敏感设计案例。他们还写到，尽管实际上，AO3作品库的开发人员在设计网站时并未意识到女性主义人机互动（属于人机互动领域），但该网站却是实践女性主义人机互动的一个现实案例。
2019年，AO3作品库获得雨果奖最佳相关作品，该奖项用于表彰那些并非因为虚构文本而是其他原因而引人瞩目的科幻相关作品。

## 延伸阅读
- Abigail De Kosnik; Laurent El Ghaoui; Vera Cuntz-Leng; Andrew Godbehere; Andrea Horbinski; Adam Hutz; Renée Pastel; Vu Pham. . Convergence: The International Journal of Research into New Media Technologies. 2015-02-01, 21 (1): 145–164  [2020-03-01]. doi:10.1177/1354856514560313. （原始内容存档于2020-03-01）.
- Alexis Lothian. . Transformative Works and Cultures. 2001, 6  [2020-03-01]. doi:10.3983/twc.2011.0267. （原始内容存档于2020-03-01）.
- Destinationtoast & Toastystats. . Tumblr.   [2020-03-01]. （原始内容存档于2020-02-29）.
- Destinationtoast & Toastystats. . Tumblr.   [2020-03-01]. （原始内容存档于2020-02-29）.
- Neda Ulaby. . 全国公共广播电台.   [2020-03-01]. （原始内容存档于2020-03-18）.